# Shout It Out (låt av Mariette)
Shout It Out är en låt skriven av Thomas G:son, Cassandra Ströberg, Alex Shield och Mariette Hansson, framförd av Mariette.
Låten tävlade med startnummer 1 i den tredje deltävlingen av Melodifestivalen 2020 i Luleå, från vilken den kvalificerade sig direkt till finalen.

## Listplaceringar
| Lista (2020)                | Topplacering |
| --------------------------- | ------------ |
| Sverige (Sverigetopplistan) | 2            |